# Творчески дом „Витоша“ – БНР
„Творчески дом „Витоша“ – БНР“, известна и като хижа Радиото е туристическа хижа, намираща се в местността Фонфон в планината Витоша. Изградена е и се стопанисва от Българското национално радио.

## Изходни пунктове
- местността Златните мостове (последна спирка на автобус № 63) – 30 минути
- село Владая (спирка „Кметство Владая“ на автобуси № 58 и 59) – 2,10 часа
- квартал Княжево – 2,20 часа

## Съседни туристически обекти
- хижа „Панчо Томов“ – 5 минути
- хижа „Малинка“ – 15 минути
- хижа Червената шапчица – 15 минути
- Творчески дом „Артистите“ – в непосредствена близост